# Llista de l'art públic de l'Eixample de Barcelona
Llista de l'art públic de l'Eixample de Barcelona inclòs en el catàleg raonat d'art públic editat per l'Ajuntament de Barcelona i la Universitat de Barcelona.
| Títol | Descripció | Autor/Data | Material | Localització | Codi           | Imatge |
| --- | --- | --- | --- | --- | -------------- | --- |
| Rellotge lluminós | | Disseny: Joan Cabrerizo 1935, restaurat 2005 | terratzo i vidre amb incrustacions de llautó | Rocafort, 2 41° 22′ 32″ N, 2° 09′ 31″ E / 41.37553°N,2.15853°E                                                                              | 08019/1971-2   | Rellotge lluminós (Joan Cabrerizo) · Vegeu més fotos d'aquesta obra · Carregueu una nova foto d'aquesta obra                                                                     |
| Maternitat | | Escultor: Vicenç Navarro, signada 1928 | pedra de Montjuïc | Plaça de Catalunya 41° 23′ 15″ N, 2° 10′ 10″ E / 41.38746°N,2.16943°E                                                                       | 08019/2001-1   | Maternitat (Vicenç Navarro) · Vegeu més fotos d'aquesta obra · Carregueu una nova foto d'aquesta obra                                                                            |
| La Navegació | | Escultor: Eusebi Arnau, signada 1928 | pedra de Montjuïc | Pl. Catalunya 41° 23′ 15″ N, 2° 10′ 11″ E / 41.38761°N,2.1697°E                                                                             | 08019/2002-1   | La Navegació (Eusebi Arnau) · Vegeu més fotos d'aquesta obra · Carregueu una nova foto d'aquesta obra                                                                            |
| Pastor del flabiol, Le Berger à la flûte | | Escultor: Pau Gargallo, signada 1928, còpia actual 1993 | pedra artificial (original de pedra arenisca) | Pl. Catalunya 41° 23′ 15″ N, 2° 10′ 11″ E / 41.38757°N,2.16971°E                                                                            | 08019/2003-1   | Pastor del flabiol (Pau Gargallo) · Vegeu més fotos d'aquesta obra · Carregueu una nova foto d'aquesta obra                                                                      |
| Noia | | Escultor: Josep Dunyach, signada 1928 | pedra de Montjuïc | Pl. Catalunya 41° 23′ 15″ N, 2° 10′ 10″ E / 41.38744°N,2.16947°E                                                                            | 08019/2004-1   | Noia (Josep Dunyach) · Vegeu més fotos d'aquesta obra · Carregueu una nova foto d'aquesta obra                                                                                   |
| Joventut | | Escultor: Josep Clarà, signada 1928, còpia actual 1993 | pedra artificial (original de pedra arenisca) | Pl. Catalunya 41° 23′ 15″ N, 2° 10′ 11″ E / 41.38753°N,2.16971°E                                                                            | 08019/2005-1   | Joventut (Josep Clarà) · Vegeu més fotos d'aquesta obra · Carregueu una nova foto d'aquesta obra                                                                                 |
| Figura femenina, Estàtua | | Escultor: Enric Casanovas, signada 1928 | pedra de Montjuïc | Pl. Catalunya 41° 23′ 15″ N, 2° 10′ 11″ E / 41.3875°N,2.16966°E                                                                             | 08019/2006-1   | Figura femenina (Enric Casanovas) · Vegeu més fotos d'aquesta obra · Carregueu una nova foto d'aquesta obra                                                                      |
| Dona amb nen i flabiol, Maternitat | | Escultor: Josep Viladomat, signada 1928 | pedra de Montjuïc | Pl. Catalunya 41° 23′ 15″ N, 2° 10′ 10″ E / 41.38745°N,2.16957°E                                                                            | 08019/2007-1   | Dona amb nen i flabiol (Josep Viladomat) · Vegeu més fotos d'aquesta obra · Carregueu una nova foto d'aquesta obra                                                               |
| El Forjador | | Escultor: Josep Llimona, signada model de 1914, col·locada en aquest emplaçament 1928 | pedra de Montjuïc | Pl. Catalunya 41° 23′ 15″ N, 2° 10′ 10″ E / 41.38741°N,2.16952°E                                                                            | 08019/2008-1   | El Forjador (Josep Llimona) · Vegeu més fotos d'aquesta obra · Carregueu una nova foto d'aquesta obra                                                                            |
| Girona | Al·legoria de Girona | Escultor: Antoni Parera, signada 1928 | bronze | Pl. Catalunya 41° 23′ 13″ N, 2° 10′ 10″ E / 41.38703°N,2.16933°E                                                                            | 08019/2009-1   | Girona (Antoni Parera) · Vegeu més fotos d'aquesta obra · Carregueu una nova foto d'aquesta obra                                                                                 |
| Montseny | Al·legoria del Montseny | Escultor: Jaume Duran, signada 1928 | bronze | Pl. Catalunya 41° 23′ 13″ N, 2° 10′ 10″ E / 41.38682°N,2.16949°E                                                                            | 08019/2010-1   | Montseny (Jaume Duran) · Vegeu més fotos d'aquesta obra · Carregueu una nova foto d'aquesta obra                                                                                 |
| Dona | | Escultor: Joan Borrell i Nicolau, signada 1928 | bronze | Pl. Catalunya 41° 23′ 13″ N, 2° 10′ 10″ E / 41.38681°N,2.16949°E                                                                            | 08019/2010-2   | Dona (Joan Borrell i Nicolau) · Vegeu més fotos d'aquesta obra · Carregueu una nova foto d'aquesta obra                                                                          |
| Pescador | | Escultor: Josep Tenas i Alivés, signada 1928 | bronze | Pl. Catalunya 41° 23′ 12″ N, 2° 10′ 11″ E / 41.3867°N,2.16959°E                                                                             | 08019/2011-1   | Pescador (Josep Tenas) · Vegeu més fotos d'aquesta obra · Carregueu una nova foto d'aquesta obra                                                                                 |
| Emporion | Al·legoria d'Empúries | Escultor: Frederic Marès, signada 1928, col·locada 1929 | bronze | Pl. Catalunya 41° 23′ 12″ N, 2° 10′ 11″ E / 41.38669°N,2.1696°E                                                                             | 08019/2011-2   | Emporion (Frederic Marès) · Vegeu més fotos d'aquesta obra · Carregueu una nova foto d'aquesta obra                                                                              |
| Treball, Trabajo | Al·legoria del Treball | Escultor: Llucià Oslé, signada 1928 | bronze | Pl. Catalunya 41° 23′ 12″ N, 2° 10′ 12″ E / 41.38653°N,2.16991°E                                                                            | 08019/2012-1   | Treball (Llucià Oslé) · Vegeu més fotos d'aquesta obra · Carregueu una nova foto d'aquesta obra                                                                                  |
| La deessa o L'enigma | | Escultor: Josep Clarà, reproducció Ricard Sala obra original de 1928 sobre un model de 1911, còpia actual 1982 | marbre blanc | Pl. Catalunya 41° 23′ 11″ N, 2° 10′ 12″ E / 41.38645°N,2.17013°E                                                                            | 08019/2013-1   | La Deessa (Josep Clarà) · Vegeu més fotos d'aquesta obra · Carregueu una nova foto d'aquesta obra                                                                                |
| Saviesa, Sabiduría | | Escultor: Miquel Oslé, signada 1928 | bronze | Pl. Catalunya 41° 23′ 12″ N, 2° 10′ 13″ E / 41.38654°N,2.17034°E                                                                            | 08019/2014-1   | Saviesa (Miquel Oslé) · Vegeu més fotos d'aquesta obra · Carregueu una nova foto d'aquesta obra                                                                                  |
| Pomona | Al·legoria de la deessa Pomona | Escultor: Enric Monjo, signada 1928 | bronze | Pl. Catalunya 41° 23′ 12″ N, 2° 10′ 14″ E / 41.38663°N,2.17055°E                                                                            | 08019/2015-1   | Pomona (Enric Monjo) · Vegeu més fotos d'aquesta obra · Carregueu una nova foto d'aquesta obra                                                                                   |
| Pastor de l'àliga, Le Berger à l'aigle | | Escultor: Pau Gargallo, signada 1927-1928 | bronze | Pl. Catalunya 41° 23′ 12″ N, 2° 10′ 14″ E / 41.38663°N,2.17056°E                                                                            | 08019/2015-2   | Pastor de l'àliga (Pau Gargallo) · Vegeu més fotos d'aquesta obra · Carregueu una nova foto d'aquesta obra                                                                       |
| L'Esperit popular | | Escultor: Jaume Otero, signada 1928 | bronze | Pl. Catalunya 41° 23′ 12″ N, 2° 10′ 14″ E / 41.38674°N,2.17067°E                                                                            | 08019/2016-1   | L'Esperit popular (Jaume Otero) · Vegeu més fotos d'aquesta obra · Carregueu una nova foto d'aquesta obra                                                                        |
| Dona amb imatge de la Mare de Déu, o Pomona | | Escultor: Enric Monjo, signada 1928 | bronze | Pl. Catalunya 41° 23′ 12″ N, 2° 10′ 14″ E / 41.38675°N,2.17068°E                                                                            | 08019/2016-2   | Dona amb imatge de la Mare de Déu (Enric Monjo) · Vegeu més fotos d'aquesta obra · Carregueu una nova foto d'aquesta obra                                                        |
| Lleida | Al·legoria de Lleida | Escultor: Joan Borrell i Nicolau, signada 1928 | bronze | Pl. Catalunya 41° 23′ 13″ N, 2° 10′ 15″ E / 41.38693°N,2.17077°E                                                                            | 08019/2017-1   | Lleida (Joan Borrell i Nicolau) · Vegeu més fotos d'aquesta obra · Carregueu una nova foto d'aquesta obra                                                                        |
| Tarragona | Al·legoria de Tarragona | Escultor: Jaume Otero, signada 1928 | bronze | Pl. Catalunya 41° 23′ 14″ N, 2° 10′ 15″ E / 41.38711°N,2.17074°E                                                                            | 08019/2018-1   | Tarragona (Jaume Otero) · Vegeu més fotos d'aquesta obra · Carregueu una nova foto d'aquesta obra                                                                                |
| Dona amb àngel | | Escultor: Antoni Parera, signada 1928 | bronze | Pl. Catalunya 41° 23′ 14″ N, 2° 10′ 14″ E / 41.38729°N,2.17062°E                                                                            | 08019/2019-1   | Dona amb àngel (Antoni Parera) · Vegeu més fotos d'aquesta obra · Carregueu una nova foto d'aquesta obra                                                                         |
| Hèrcules | Al·legoria del semidéu Hèrcules | Escultor: Vicenç Navarro, signada 1928 | bronze | Pl. Catalunya 41° 23′ 14″ N, 2° 10′ 14″ E / 41.38729°N,2.17062°E                                                                            | 08019/2019-2   | Hèrcules (Vicenç Navarro) · Vegeu més fotos d'aquesta obra · Carregueu una nova foto d'aquesta obra                                                                              |
| Figura femenina | | Escultor: Josep Llimona, signada 1928 | bronze | Pl. Catalunya 41° 23′ 15″ N, 2° 10′ 14″ E / 41.3874°N,2.1705°E                                                                              | 08019/2020-1   | Figura femenina (Josep Llimona) · Vegeu més fotos d'aquesta obra · Carregueu una nova foto d'aquesta obra                                                                        |
| Montserrat | Al·legoria de Montserrat | Escultor: Eusebi Arnau, signada 1928 | bronze | Pl. Catalunya 41° 23′ 15″ N, 2° 10′ 14″ E / 41.38741°N,2.17049°E                                                                            | 08019/2020-2   | Montserrat (Eusebi Arnau) · Vegeu més fotos d'aquesta obra · Carregueu una nova foto d'aquesta obra                                                                              |
| Barcelona | Al·legoria de Barcelona | Escultor: Frederic Marès, signada 1928 | bronze | Pl. Catalunya 41° 23′ 15″ N, 2° 10′ 13″ E / 41.38757°N,2.17029°E                                                                            | 08019/2021-1   | Barcelona (Frederic Marès) · Vegeu més fotos d'aquesta obra · Carregueu una nova foto d'aquesta obra                                                                             |
| Soledat en conversa. Homenatge a Enric Granados | | Disseny del projecte: Javier Peñafiel 2003, 2007 | projector de llum en moviment | C. Enric Granados, entre Diputació i Consell de Cent 41° 23′ 16″ N, 2° 09′ 45″ E / 41.387731°N,2.162472009°E                                | 08019/2022-1   | Carregueu una nova foto d'aquesta obra |
| A Rafael Casanova | | Escultor: Rossend Nobas, signada Pedestal: Alexandre Soler i March obra de 1888, en l'actual emplaçament 1914, pedestal 1916, desmuntada 1939 i reinstal·lada 1977 | bronze sobre pedestal de pedra | Ronda de Sant Pere - c. Alí Bey 41° 23′ 27″ N, 2° 10′ 39″ E / 41.39093°N,2.17754°E                                                          | 08019/2023-1   | A Rafael Casanova (Rossend Nobas) · Vegeu més fotos d'aquesta obra · Carregueu una nova foto d'aquesta obra                                                                      |
| A Rafael Casanova: Al·legoria | | Escultor: Josep Llimona, signada Pedestal: Alexandre Soler i March pedestal 1916, desmuntat 1939 i reinstal·lat 1977 | pedra | Ronda de Sant Pere - c. Alí Bey 41° 23′ 27″ N, 2° 10′ 39″ E / 41.39093°N,2.17754°E                                                          | 08019/2023-2   | A Rafael Casanova: Al·legoria (Josep Llimona) · Vegeu més fotos d'aquesta obra · Carregueu una nova foto d'aquesta obra                                                          |
| A Francesc Layret | | Escultor: Frederic Marès 1936, desmuntada 1939, reinstal·lada 1977 | figura central de bronze, la resta de pedra Montjuïc | Pl. Goya 41° 23′ 02″ N, 2° 09′ 49″ E / 41.383921°N,2.163628°E                                                                               | 08019/2024-1   | A Francesc Layret (Frederic Marès) · Vegeu més fotos d'aquesta obra · Carregueu una nova foto d'aquesta obra                                                                     |
| A Francesc Soler i Rovirosa | Dedicat a Francesc Soler i Rovirosa per subscripció popular                                                                                   | Escultor: Frederic Marès, signada 1930 | marbre blanc sobre pedestal de pedra de Montjuïc amb medalló de bronze                                                                                                | Gran Via de les Corts Catalanes, davant número 632 41° 23′ 20″ N, 2° 10′ 03″ E / 41.3888711°N,2.16755211°E                                  | 08019/2025-1   | A Francesc Soler i Rovirosa (Frederic Marès) · Vegeu més fotos d'aquesta obra · Carregueu una nova foto d'aquesta obra                                                           |
| A Joan Güell i Ferrer | Dedicat a Joan Güell i Ferrer per subscripció popular                                                                                         | Escultors: Rossend Nobas, Torquat Tasso, Eduard B. Alentorn, Maximí Sala, Francesc Pagès; reconstrucció Frederic Marès Arquitecte: Joan Martorell; reconstrucció Joaquim Vilaseca original de 1888, destruït durant la Guerra Civil, reconstruït 1945                         | marbre blanc sobre pedestal de pedra | Gran Via de les Corts Catalanes amb Rambla de Catalunya 41° 23′ 19″ N, 2° 10′ 02″ E / 41.3887121°N,2.16726779°E                             | 08019/2026-1   | A Joan Güell i Ferrer · Vegeu més fotos d'aquesta obra · Carregueu una nova foto d'aquesta obra                                                                                  |
| A Mossèn Jacint Verdaguer, coneguda popularment com El cuervo o La palmatòria                                                                             | | Escultors: Joan Borrell i Nicolau, Llucià Oslé, Miquel Oslé Arquitecte: Josep M. Pericas, Josep Miquel Casanovas (restauració) 1912 (projecte), 1924 (execució) | bronze sobre columna de pedra arenisca de Folguerolas; al·legories de pedra de Montjuïc                                                                               | Pl. Mossèn Jacint Verdaguer (av. Diagonal amb pg. de Sant Joan) 41° 23′ 57″ N, 2° 10′ 12″ E / 41.39916°N,2.16996°E                          | 08019/2027-1   | A Mossèn Jacint Verdaguer · Vegeu més fotos d'aquesta obra · Carregueu una nova foto d'aquesta obra                                                                              |
| Meditació, coneguda popularment com El vedell o El toro                                                                                                   | | Escultor: Josep Granyer, signada 1972 | bronze | Rambla Catalunya amb Gran Via de les Corts Catalanes 41° 23′ 19″ N, 2° 10′ 00″ E / 41.388651796°N,2.166790366°E                             | 08019/2028-1   | Meditació (Josep Granyer) · Vegeu més fotos d'aquesta obra · Carregueu una nova foto d'aquesta obra                                                                              |
| Coqueta, coneguda popularment com La girafa | | Escultor: Josep Granyer, signada 1972 | bronze | Rambla Catalunya amb av. Diagonal 41° 23′ 44″ N, 2° 09′ 26″ E / 41.39565°N,2.15721°E                                                        | 08019/2029-1   | Coqueta (Josep Granyer) · Vegeu més fotos d'aquesta obra · Carregueu una nova foto d'aquesta obra                                                                                |
| Obelisc, Monument a Pi i Margall (1934-1939), a la Victòria (1940-1979), després sense dedicació específica; també conegut com El llapis o El Cinc d'Oros | L'escultura a la República i el medalló a Pi i Margall van ser retirats el 1939 substituïts per una escultura a la Victòria, retirada el 2011 | Arquitectes: Adolf Florensa, Josep Vilaseca obra de 1934, inaugurada 1936, recondicionada 1940-41, sense dedicació a partir de 1979 | obelisc aplacat de granit gris | Plaça del Cinc d'Oros, pg. de Gràcia - av. Diagonal 41° 23′ 48″ N, 2° 09′ 34″ E / 41.39655°N,2.15952°E                                      | 08019/2030-1   | Obelisc · Vegeu més fotos d'aquesta obra · Carregueu una nova foto d'aquesta obra                                                                                                |
| A Joan Junceda | | Escultor: Alfons Pérez i Fàbregas 1964 | medalló de marbre blanc sobre pedra | Rambla Catalunya, a l'alçada del número 80 41° 23′ 36″ N, 2° 09′ 38″ E / 41.39328°N,2.16058°E                                               | 08019/2031-1   | A Joan Junceda (Alfons Pérez i Fàbregas) · Vegeu més fotos d'aquesta obra · Carregueu una nova foto d'aquesta obra                                                               |
| Monument al Doctor Robert | | Escultor: Josep Llimona, col·laboradors de la reconstrucció: Josep Peraire, Enric Devenat Arquitecte en l'etapa inicial: Lluís Domènech i Montaner, en la reconstrucció: Josep Miquel Casanovas 1910, projecte 1903, desmuntat 1940, reconstruït en l'actual emplaçament 1985 | pedra artificial (original de pedra arenisca) bronze sobre pedra calcària, grup posterior en arenisca (algunes peces en pedra artificial després de la reconstrucció) | Pl. Tetuan, Jardins del Doctor Robert 41° 23′ 42″ N, 2° 10′ 32″ E / 41.39495°N,2.17563°E                                                    | 08019/2032-1   | Al Doctor Robert (Josep Llimona) · Vegeu més fotos d'aquesta obra · Carregueu una nova foto d'aquesta obra                                                                       |
| A Narcís Monturiol, Ictineu | | Escultor: Josep Maria Subirachs, signada 1963 | bronze sobre formigó armat, encofrat i pintat | Av. Diagonal, 341 41° 23′ 55″ N, 2° 10′ 01″ E / 41.39863°N,2.16684°E                                                                        | 08019/2033-1   | A Narcís Monturiol (Josep Maria Subirachs) · Vegeu més fotos d'aquesta obra · Carregueu una nova foto d'aquesta obra                                                             |
| Dona i ocell, Dona-bolet amb barret de lluna, coneguda popularment com el Condó                                                                           | | Escultor: Joan Miró, amb la col·laboració de Joan Gardy Artigas Arquitectes: Antoni Solanas, Beth Galí, Màrius Quintana 1983, sobre un model de 1954 | pedra artificial revestida parcialment amb ceràmica | Parc de Joan Miró 41° 22′ 40″ N, 2° 08′ 49″ E / 41.37783°N,2.14704°E                                                                        | 08019/2035-1   | Dona i ocell (Joan Miró) · Vegeu més fotos d'aquesta obra · Carregueu una nova foto d'aquesta obra                                                                               |
| A Goya, Los aragoneses a Goya | | Escultor: José Gonzalvo, signada 1984 | xapa de ferro | Av. de Roma, 143 41° 23′ 10″ N, 2° 09′ 24″ E / 41.38615°N,2.15674°E                                                                         | 08019/2036-1   | A Goya (José Gonzalvo) · Vegeu més fotos d'aquesta obra · Carregueu una nova foto d'aquesta obra                                                                                 |
| Repòs -rèplica- | | Escultor: Josep Viladomat, còpia sobre un original de Manolo Hugué obra de 1925, reproduïda 1928, còpia de 2003 | pedra artificial | Av. Josep Tarradellas, 88 41° 23′ 18″ N, 2° 08′ 37″ E / 41.3883°N,2.14353°E                                                                 | 08019/2038-2   | Repòs (Josep Viladomat) · Vegeu més fotos d'aquesta obra · Carregueu una nova foto d'aquesta obra                                                                                |
| Miliu, El Miliu de Toreski | Dedicat a Josep Torres i Vilata Toresky | Escultor: Àngel Tarrach obra de 1937, col·locada en aquest emplaçament 1961 | bronze | Pl. Sagrada Família 41° 24′ 10″ N, 2° 10′ 25″ E / 41.40269°N,2.17371°E                                                                      | 08019/2040-1   | Miliu (Àngel Tarrach) · Vegeu més fotos d'aquesta obra · Carregueu una nova foto d'aquesta obra                                                                                  |
| A Carlos Gardel | | Disseny: Rosa Maria Clotet 1985 | pedra | Jardins de Marcos Redondo 41° 23′ 26″ N, 2° 08′ 41″ E / 41.3905°N,2.1446°E                                                                  | 08019/2041-1   | A Carlos Gardel (Rosa Maria Clotet) · Vegeu més fotos d'aquesta obra · Carregueu una nova foto d'aquesta obra                                                                    |
| El Bon Temps perseguint la tempesta | | Escultor: Apel·les Fenosa, signada Arquitecte: Màrius Quintana model de 1978, fosa de 1983, en aquest emplaçament des de 1985 | bronze, sobre pedestal de ferro patinat i basalt | Av. Gaudí 41° 24′ 35″ N, 2° 10′ 28″ E / 41.40985°N,2.17438°E                                                                                | 08019/2042-1   | El Bon Temps perseguint la tempesta (Apel·les Fenosa) · Vegeu més fotos d'aquesta obra · Carregueu una nova foto d'aquesta obra                                                  |
| Medalló Antoni Gaudí | | Escultor: Xavier Llobet, signada Fanal: Pere Falqués Instal·lació: Màrius Quintana medalló de 1952, instal·lat en aquest emplaçament 1985 | bronze | Av. Gaudí 41° 24′ 18″ N, 2° 10′ 28″ E / 41.40487°N,2.17446°E                                                                                | 08019/2043-1   | Medalló Antoni Gaudí (Xavier Llobet) · Modifica el valor a Wikidata · Vegeu més fotos d'aquesta obra · Carregueu una nova foto d'aquesta obra                                    |
| A Nicolau Maria Rubió i Tudurí | | Escultor: Xavier Corberó 1983 | marbre Macael blanc | Pl. de Gaudí 41° 24′ 15″ N, 2° 10′ 32″ E / 41.4042°N,2.17556°E                                                                              | 08019/2044-1   | A Nicolau Maria Rubió i Tudurí (Xavier Corberó) · Carregueu una nova foto d'aquesta obra                                                                                         |
| Sol i Ombra, Cel caigut, Espiral arbrada | | Escultora: Beverly Pepper, ceràmiques amb la col·laboració de Joan Raventós Arquitectes: Andreu Arriola, Carme Fiol, Enric Pericas 1988, primera fase, 1992, segona fase. Actualment en restauració                                                                           | ceràmica sobre paisatge | Parc de l'Estació del Nord 41° 23′ 36″ N, 2° 11′ 01″ E / 41.39331°N,2.18352°E                                                               | 08019/2046-1   | Sol i Ombra (Beverly Pepper) · Modifica el valor a Wikidata · Vegeu més fotos d'aquesta obra · Carregueu una nova foto d'aquesta obra                                            |
| Catalunya a Francesc Macià | | Escultor: Josep Maria Subirachs, signada Arquitectes: Helio Piñón, Albert Viaplana 1991 | travertí, acer corten, formigó armat encofrat i bust de bronze | Pl. Catalunya 41° 23′ 11″ N, 2° 10′ 12″ E / 41.38627°N,2.17013°E                                                                            | 08019/2048-1   | Catalunya a Francesc Macià (Josep Maria Subirachs) · Vegeu més fotos d'aquesta obra · Carregueu una nova foto d'aquesta obra                                                     |
| Monument al Llibre, Saltamartí | | Escultor: Joan Brossa, signada, amb la col·laboració de Josep Pla-Narbona 1994 | planxa pintada d'acer inoxidable -originalment d'acer- sobre base d'acer inoxidable i de granit gris                                                                  | Gran Via de les Corts Catalanes amb pg. de Gràcia 41° 23′ 21″ N, 2° 10′ 05″ E / 41.38926°N,2.16807°E                                        | 08019/2049-1   | Monument al Llibre (Joan Brossa) · Vegeu més fotos d'aquesta obra · Carregueu una nova foto d'aquesta obra                                                                       |
| Metro L3 Estació Plaça Catalunya. La rotonda dels transports                                                                                              | | Projecte: Francesc Albors Realització: Maria Bofill, Elisenda Sala, amb la col·laboració de: D. Llenas, Ester Palomer i Carme Llobet 1966, restaurada | gres | Estació Pl. Catalunya, accés per la Rambla 41° 23′ 08″ N, 2° 10′ 13″ E / 41.38543°N,2.17016°E                                               | 08019/2050-1   | Metro L3 Estació Plaça Catalunya. La rotonda dels transports · Vegeu més fotos d'aquesta obra · Carregueu una nova foto d'aquesta obra                                           |
| Mistral | | Escultor: Lawrence Weiner Arquitectes: Jaume Graells i Ignasi de Lecea 1996 | pedra artificial acolorida amb lletres d'acer inoxidable | Av. Mistral 41° 22′ 33″ N, 2° 09′ 16″ E / 41.37595°N,2.15433°E                                                                              | 08019/2051-1   | Mistral (Lawrence Weiner) · Vegeu més fotos d'aquesta obra · Carregueu una nova foto d'aquesta obra                                                                              |
| A Lluís Companys | | Escultor: Francisco López Hernández, signada 1998 | bronze | Pg. de Lluís Companys amb Ronda de Sant Pere 41° 23′ 29″ N, 2° 10′ 47″ E / 41.39137°N,2.17974°E                                             | 08019/2054-1   | A Lluís Companys (Francisco López Hernández) · Vegeu més fotos d'aquesta obra · Carregueu una nova foto d'aquesta obra                                                           |
| Encaix, A les víctimes dels bombardeigs de 1938 | | Escultora: Margarita Andreu, signada 2003 | acer inoxidable | Gran Via de les Corts Catalanes, 581 41° 23′ 17″ N, 2° 09′ 59″ E / 41.3881507°N,2.166323661°E                                               | 08019/2056-1   | Encaix (Margarita Andreu) · Vegeu més fotos d'aquesta obra · Carregueu una nova foto d'aquesta obra                                                                              |
| Jocs Olímpics | | Disseny: José Niebla 1992 | pintura | Nàpols, 42 -interior del recinte esportiu Estació del Nord- 41° 23′ 40″ N, 2° 10′ 59″ E / 41.39434°N,2.18304°E                              | 08019/2057-1   | Jocs Olímpics (José Niebla) · Es creu que no es poden fer fotos lliures d'aquesta obra                                                                                           |
| Juan Pablo Duarte y Díez | | Escultor: Félix Tejada Arquitecta: Judith Masana 2010 | bronze i pedra de Sant Vicenç | C. de Marina, 111 -Parc de l'Estació del Nord- 41° 23′ 43″ N, 2° 11′ 09″ E / 41.39537°N,2.18586°E                                           | 08019/2058-1   | Juan Pablo Duarte y Díez (Félix Tejada) · Vegeu més fotos d'aquesta obra · Carregueu una nova foto d'aquesta obra                                                                |
| Hèlios i les fases llunars | | Disseny: Olivé-Miliàn 1992 | trencadís de gres | Estació del Nord -vestíbul planta baixa estació d'autobusos- 41° 23′ 39″ N, 2° 10′ 59″ E / 41.39405783°N,2.1829962°E                        | 08019/2059-1   | Hèlios i les fases llunars (Olivé-Miliàn) · Vegeu més fotos d'aquesta obra · Carregueu una nova foto d'aquesta obra                                                              |
| A Isaac Albéniz i Alícia de Larrocha | | Escultor: Alfons Alzamora 2012 | acer corten | Lepant, 150 -Auditori- 41° 23′ 54″ N, 2° 11′ 06″ E / 41.39844°N,2.18504°E                                                                   | 08019/2061-1   | A Isaac Albéniz i Alícia de Larrocha (Alfons Alzamora) · Vegeu més fotos d'aquesta obra · Carregueu una nova foto d'aquesta obra                                                 |
| Josep Albert Barret (desaparegut) | | Escultor: Josep Dunyach 1931 | | Comte d'Urgell, 173-215 -Escola Industrial-                                                                                                 | 08019/2301-1   | Carregueu una nova foto d'aquesta obra |
| El soldat desconegut (desaparegut) | | Escultor: Miquel Paredes amb la col·laboració d'Adolf Armengod, Marcel·lí Porta, Jordi Alumà i Joaquim Bartrolí 1937, enderrocat 1939 | guix | Pl. Catalunya | 08019/2302-1   | El soldat desconegut (Miquel Paredes) · Modifica el valor a Wikidata · Carregueu una nova foto d'aquesta obra                                                                    |
| Atleta atlàntic (desaparegut) | Exposat provisionalment amb la intenció de traslladar-lo a Atlanta, el projecte va ser abandonat i desat en un magatzem                       | Escultor: Xavier Mariscal 1996 | alumini, poliester i ferro | Gran Via de les Corts Catalanes amb Rambla de Catalunya                                                                                     | 08019/2303-1   | Es creu que no es poden fer fotos lliures d'aquesta obra |
| Als donants d'òrgans i teixits | | Disseny: Judith Masana 2010 | pedra | Pl. de la Sagrada Família -jardins- 41° 24′ 10″ N, 2° 10′ 21″ E / 41.40276°N,2.17256°E                                                      | 08019/2405-2   | Als donants d'òrgans i teixits (Judith Masana) · Vegeu més fotos d'aquesta obra · Carregueu una nova foto d'aquesta obra                                                         |
| Als obrers del Metro de Barcelona | | Escultor: Pedro Delso 1969, 1970, en l'emplaçament actual 2009 | ferro | Metro L1 i L2 Estació Universitat 41° 23′ 07″ N, 2° 09′ 49″ E / 41.385300°N,2.163738°E                                                      | 08019/2430-1   | Als obrers del Metro de Barcelona (Pedro Delso) · Vegeu més fotos d'aquesta obra · Carregueu una nova foto d'aquesta obra                                                        |
| Don Quixot | | Escultor: Pedro Delso 1969, 1970 | ferro sobre base aplacada de marbre negre | Metro L5 estació Diagonal -accés per Rambla Catalunya amb Rosselló- 41° 23′ 40″ N, 2° 09′ 31″ E / 41.39432°N,2.15866°E                      | 08019/2431-1   | Don Quixot (Pedro Delso) · Vegeu més fotos d'aquesta obra · Carregueu una nova foto d'aquesta obra                                                                               |
| Arts i Oficis | | Escultor: Pedro Delso 1969, 1970 | ceràmica | Metro L5 estació Diagonal -accés per Rambla Catalunya- 41° 23′ 40″ N, 2° 09′ 31″ E / 41.39435°N,2.15868°E                                   | 08019/2431-2   | Es creu que no es poden fer fotos lliures d'aquesta obra |
| Guerrer | | Escultor: Pedro Delso 1969, 1970 | ferro sobre base aplacada de marbre negre | Metro L5 Estació Diagonal, accés Rambla Catalunya amb Rosselló 41° 23′ 40″ N, 2° 09′ 31″ E / 41.39441°N,2.15858°E                           | 08019/2431-3   | Guerrer (Pedro Delso) · Es creu que no es poden fer fotos lliures d'aquesta obra                                                                                                 |
| Metro L3 Estació Diagonal. L'Eixample | | Escultor: Josep Maria Subirachs 1969 | Formigó policromat | Accés per pg. de Gràcia amb Diagonal 41° 23′ 46″ N, 2° 09′ 36″ E / 41.3961°N,2.15987°E                                                      | 08019/2432-1   | Metro L3 Estació Diagonal. L'Eixample (Josep Maria Subirachs) · Vegeu més fotos d'aquesta obra · Carregueu una nova foto d'aquesta obra                                          |
| Metro L5 Estació Sagrada Família, Vuit murals ceràmics | | Escultors: Pedro Delso, Mauricio Sanguino 1969, 1970 | | Estació de Sagrada Família, accés c. Provença amb c. Sardenya i c. Provença amb c. Marina 41° 24′ 13″ N, 2° 10′ 23″ E / 41.40372°N,2.1731°E | 08019/2433-0   | Metro L5 Estació Sagrada Família, Vuit murals ceràmics (Pedro Delso i Maurici Sanguino) · Vegeu més fotos d'aquesta obra · Carregueu una nova foto d'aquesta obra                |
| Metro L4 Estació Passeig de Gràcia. Ballarins nus | | Escultor: Angel Orensanz 1975 | ceràmica | Estació de Passeig de Gràcia, accés per pg. de Gràcia amb Gran Via 41° 23′ 23″ N, 2° 10′ 04″ E / 41.3898°N,2.16766°E                        | 08019/2434-1   | Metro L4 Estació Passeig de Gràcia. Ballarins nus (Angel Orensanz) · Vegeu més fotos d'aquesta obra · Carregueu una nova foto d'aquesta obra                                     |
| Paisatge vermell, Paisaje rojo | | Escultor: Angel Orensanz 1973 | ceràmica refractària | Metro L4 Estació Girona, accés per c. Girona amb c. Consell de Cent 41° 23′ 41″ N, 2° 10′ 15″ E / 41.39483°N,2.17094°E                      | 08019/2435-1   | Paisatge vermell (Angel Orensanz) · Vegeu més fotos d'aquesta obra · Carregueu una nova foto d'aquesta obra                                                                      |
| Murals - Metro L5 Estació Diagonal -passadís d'enllaç amb Estació Provença FGC- (desaparegut)                                                             | Grafits anònims netejats | 1969, 1970 | Pintura acrílica sobre rajola | Estació Diagonal, accés per Rambla Catalunya amb Rosselló                                                                                   | 08019/2436-2   | Carregueu una nova foto d'aquesta obra |
| Tres boles. Metro L3 Estació Tarragona | | Disseny: José Luis Carcedo Vidal 1975 | Tèxtil i alumini | Estació de Tarragona. Accés per Aragó 41° 22′ 41″ N, 2° 08′ 45″ E / 41.378148°N,2.14578330°E                                                | 08019/2437-1   | Tres boles. Metro L3 Estació Tarragona · Vegeu més fotos d'aquesta obra · Carregueu una nova foto d'aquesta obra                                                                 |
| Accessibilitat al Transport | | Escultor: Manuel Cusachs 2002 | llum | Pl. Catalunya, passadís d'accés FGC Generalitat de Catalunya 41° 23′ 08″ N, 2° 10′ 10″ E / 41.385643°N,2.16949135°E                         | 08019/2438-1   | Accessibilitat al Transport (Manuel Cusachs) · Vegeu més fotos d'aquesta obra · Carregueu una nova foto d'aquesta obra                                                           |
| Meeting Point | | Escultor: Jordi Benito amb la col·laboració de Antoni Marí, sobre un pensament de Pompeu Fabra expressat matemàticament per Jorge Wagensberg 2009 | gravat sobre granit | FFGC Estació Provença, accés c. Balmes 41° 23′ 36″ N, 2° 09′ 26″ E / 41.393336°N,2.157360°E                                                 | 08019/2439-1   | Meeting Point (Jordi Benito) · Vegeu més fotos d'aquesta obra · Carregueu una nova foto d'aquesta obra                                                                           |
| Elements d'il·luminació del Parc de l'Estació del Nord | | Escultora: Beverly Pepper 1988 | ferro colat | Parc de l'Estació del Nord 41° 23′ 36″ N, 2° 10′ 58″ E / 41.39321°N,2.18269°E                                                               | 08019/2501-1   | Elements d'il·luminació del Parc de l'Estació del Nord (Beverly Pepper) · Modifica el valor a Wikidata · Vegeu més fotos d'aquesta obra · Carregueu una nova foto d'aquesta obra |
| Balcons de Barcelona | | Disseny: Cité de la Création, signada 1992 | pintura sobre arrebossat | Pl. Pablo Neruda amb c. Enamorats, 3 41° 24′ 07″ N, 2° 10′ 46″ E / 41.40183°N,2.17936°E                                                     | 08019/2602-1   | Balcons de Barcelona (Cité de la Création) · Vegeu més fotos d'aquesta obra · Carregueu una nova foto d'aquesta obra                                                             |
| Mitgera del Mercat de la Concepció | | Disseny: Josep Corretja amb la col·laboració d'Esperanza Velasco 2001 | arquitectura | C. Aragó, 313 41° 23′ 45″ N, 2° 10′ 09″ E / 41.39571°N,2.1693°E                                                                             | 08019/2603-1   | Mitgera del Mercat de la Concepció · Vegeu més fotos d'aquesta obra · Carregueu una nova foto d'aquesta obra                                                                     |
| Art poètica i poema visual | | Poemes de Josep Maria Junoy i Joan Brossa Arquitecte: Joan Manuel Clavillé, amb la col·laboració de Cristina Trius i Isaac Hita 1916, 1997, 2007 | pintura i acer corten | C. València, 250-252 41° 23′ 28″ N, 2° 09′ 42″ E / 41.39124°N,2.16158°E                                                                     | 08019/2604-1   | Art poètica i poema visual · Vegeu més fotos d'aquesta obra · Carregueu una nova foto d'aquesta obra                                                                             |
| Mare de Déu de la Serp, La Immaculada Concepció | | Autor desconegut c. 1895, jardí obert al públic 2000 | pedra | Jardins d'Emma de Barcelona 41° 22′ 56″ N, 2° 09′ 19″ E / 41.38233°N,2.15514°E                                                              | 08019/2717-1   | Mare de Déu de la Serp (anònim) · Vegeu més fotos d'aquesta obra · Carregueu una nova foto d'aquesta obra                                                                        |
| Mural de l'Editorial Sopena | | Escultor: Jordi Gispert 2002 | peces de ceràmica procedents de la façana de l'antiga seu de l'Editorial Sopena                                                                                       | Jardins de Maria Mercè Marçal, accés per c. Provença, 93-97 41° 23′ 11″ N, 2° 08′ 57″ E / 41.38642°N,2.14929°E                              | 08019/2718-1   | Mural de l'Editorial Sopena (Jordi Gispert) · Vegeu més fotos d'aquesta obra · Carregueu una nova foto d'aquesta obra                                                            |
| Francesc Moragas | | Escultor: Enric Clarasó c. 1968 | marbre blanc i bronze | Pg. de Sant Joan, 20 41° 23′ 33″ N, 2° 10′ 44″ E / 41.39263°N,2.17899°E                                                                     | 08019/2721-1   | Francesc Moragas (Enric Clarasó) · Carregueu una nova foto d'aquesta obra |
| Josep Lluís Pellicer | | D. Espinosa, signada 1989 | ferro i fusta | Passatge Lluís Pellicer, 2 41° 23′ 35″ N, 2° 08′ 57″ E / 41.39292°N,2.14926°E                                                               | 08019/2728-1   | Josep Lluís Pellicer (D. Espinosa) · Vegeu més fotos d'aquesta obra · Carregueu una nova foto d'aquesta obra                                                                     |
| Manuel Duran i Bas | | 1907 | marbre blanc | Gran Via de les Corts Catalanes, 585 -Universitat de Barcelona- 41° 23′ 12″ N, 2° 09′ 50″ E / 41.38675013°N,2.16398477°E                    | 08019/2732-1   | Carregueu una nova foto d'aquesta obra |
| Antonio Machado | | 1989 | pedra calcària | Pg. de Gràcia, 68 41° 23′ 36″ N, 2° 09′ 51″ E / 41.39343°N,2.16405°E                                                                        | 08019/2744-1   | Antonio Machado (anònim) · Carregueu una nova foto d'aquesta obra |
| Font dels Sis Putti | | Escultor: Jaume Otero, amb la col·laboració de Miquel Paredes 1926 | bronze | Pl. Catalunya 41° 23′ 13″ N, 2° 10′ 15″ E / 41.38703°N,2.17088°E                                                                            | 08019/2801-1   | Font dels Sis Putti · Vegeu més fotos d'aquesta obra · Carregueu una nova foto d'aquesta obra                                                                                    |
| Font Wallace | | Escultor: Charles Lebourg, signada original de 1872, instal·lades a Barcelona per primer cop el 1888 | ferro colat pintat | Pg. de Gràcia, 13 41° 23′ 22″ N, 2° 10′ 04″ E / 41.38946°N,2.1679°E                                                                         | 08019/2803-2   | Font Wallace · Vegeu més fotos d'aquesta obra · Carregueu una nova foto d'aquesta obra                                                                                           |
| Font del Gall | | Escultor: Frederic Marès 1925, en l'emplaçament actual des de c. 1958 | bronze sobre base de pedra | Pl. del Gall (av. de Roma, amb Casanovas i Villarroel) 41° 23′ 09″ N, 2° 09′ 23″ E / 41.38589°N,2.15639°E                                   | 08019/2804-1   | Font del Gall · Vegeu més fotos d'aquesta obra · Carregueu una nova foto d'aquesta obra                                                                                          |
| Font de l'Efeb | | Escultor: Àngel Tarrach, signada 1924, fosa 1922, actualment en restauració | bronze sobre base de granit | Av. Diagonal amb c. Bailén 41° 23′ 55″ N, 2° 10′ 07″ E / 41.39858°N,2.16868°E                                                               | 08019/2805-1   | Font de l'Efeb · Vegeu més fotos d'aquesta obra · Carregueu una nova foto d'aquesta obra                                                                                         |
| Font de la Pagesa, Font de la Pubilla | | Escultor: Eduard B. Alentorn, signada 1917 | bronze sobre base de pedra | Pl. Doctor Letamendi 41° 23′ 22″ N, 2° 09′ 38″ E / 41.3894°N,2.16044°E                                                                      | 08019/2806-1   | Font de la Pagesa · Vegeu més fotos d'aquesta obra · Carregueu una nova foto d'aquesta obra                                                                                      |
| Font de Diana | | Escultor: Venanci Vallmitjana i Barbany 1919, 1987 | marbre blanc | Gran Via de les Corts Catalanes amb Roger de Llúria 41° 23′ 30″ N, 2° 10′ 16″ E / 41.39162°N,2.1712°E                                       | 08019/2807-1   | Font de Diana · Vegeu més fotos d'aquesta obra · Carregueu una nova foto d'aquesta obra                                                                                          |
| Font de la Granota | | Escultor: Josep Campeny i Santamaria, signada 1912, restauració 2009 | bronze sobre base de pedra de Montjuïc | Av. Diagonal amb c. Còrsega 41° 23′ 46″ N, 2° 09′ 30″ E / 41.39599°N,2.1584°E                                                               | 08019/2808-1   | Font de la Granota · Vegeu més fotos d'aquesta obra · Carregueu una nova foto d'aquesta obra                                                                                     |
| Font de la Tortuga | | Escultor: Eduard B. Alentorn 1917 | bronze sobre base de pedra | Pl. Goya 41° 23′ 01″ N, 2° 09′ 49″ E / 41.3836490°N,2.163614630°E                                                                           | 08019/2809-1   | Font de la Tortuga · Vegeu més fotos d'aquesta obra · Carregueu una nova foto d'aquesta obra                                                                                     |
| Font de la Palangana, Font del Negret | | Escultor: Eduard B. Alentorn 1917 | bronze sobre base de pedra | Av. Diagonal amb c. Bruc 41° 23′ 52″ N, 2° 09′ 55″ E / 41.39774°N,2.16529°E                                                                 | 08019/2810-1   | Font de la Palangana · Vegeu més fotos d'aquesta obra · Carregueu una nova foto d'aquesta obra                                                                                   |
| Font del Noi dels càntirs | | Escultor: Josep Campeny i Santamaria, signada 1912, restaurada 2009 | bronze sobre base de pedra de Montjuïc | Pl. Urquinaona 41° 23′ 21″ N, 2° 10′ 23″ E / 41.38918°N,2.17296°E                                                                           | 08019/2811-1   | Font del Noi dels càntirs · Vegeu més fotos d'aquesta obra · Carregueu una nova foto d'aquesta obra                                                                              |
| Font de la Caputxeta | | Escultor: Josep Tenas i Alivés 1921, inicialment situada prop de la plaça de Tetuan | bronze sobre base de pedra | Pg. de Sant Joan amb Rosselló 41° 24′ 05″ N, 2° 10′ 01″ E / 41.40139°N,2.16684°E                                                            | 08019/2812-1   | Font de la Caputxeta · Vegeu més fotos d'aquesta obra · Carregueu una nova foto d'aquesta obra                                                                                   |
| Nens cavalcant peixos | | Escultor: Frederic Marès 1928, en aquest emplaçament des de 1961, restauració 2008 | bronze | Gran Via de les Corts Catalanes amb Rambla de Catalunya 41° 23′ 19″ N, 2° 10′ 01″ E / 41.3884828°N,2.167054563°E                            | 08019/2813-1   | Nens cavalcant peixos (Frederic Marès) · Vegeu més fotos d'aquesta obra · Carregueu una nova foto d'aquesta obra                                                                 |
| Font del Trinxa | | Escultor: Josep Campeny i Santamaria, signada 1912 | bronze sobre base de pedra de Montjuïc | Ronda de la Universitat amb c. Pelai 41° 23′ 10″ N, 2° 09′ 55″ E / 41.38603286°N,2.1652279794°E                                             | 08019/2814-1   | Font del Trinxa · Vegeu més fotos d'aquesta obra · Carregueu una nova foto d'aquesta obra                                                                                        |
| Font del Nen pescador | | Escultor: Josep Manuel Benedicto, signada 1947 | bronze sobre base de pedra | Av. Diagonal amb c. Casanovas 41° 23′ 36″ N, 2° 08′ 55″ E / 41.39344°N,2.14854°E                                                            | 08019/2815-1   | Font del Nen pescador · Vegeu més fotos d'aquesta obra · Carregueu una nova foto d'aquesta obra                                                                                  |
| Font de la Sardana | | Escultor: Frederic Marès, signada 1921 | pedra de Montjuïc | Pl. Tetuan (Jardins del Doctor Robert) 41° 23′ 43″ N, 2° 10′ 32″ E / 41.39518°N,2.17556°E                                                   | 08019/2816-1   | Font de la Sardana · Vegeu més fotos d'aquesta obra · Carregueu una nova foto d'aquesta obra                                                                                     |
| Font Wallace (desaparegut) | | Escultor: Charles-Auguste Lebourg original de 1872, instal·lades a Barcelona per primer cop el 1888, retirada 2005 | ferro colat pintat | Davant l'edifici de la Societat General d'Aigües de Barcelona 41° 23′ 45″ N, 2° 10′ 26″ E / 41.39572°N,2.17386°E                            | 08019/2817-2   | Carregueu una nova foto d'aquesta obra |
| Font de l'avinguda Gaudí | | Disseny: Màrius Quintana 1985 | pedra arenisca, acer inoxidable, aigua | Av. Gaudí amb c. Sant Antoni Maria Claret 41° 24′ 40″ N, 2° 10′ 28″ E / 41.41098°N,2.17437°E                                                | 08019/2818-1   | Font de l'avinguda Gaudí · Vegeu més fotos d'aquesta obra · Carregueu una nova foto d'aquesta obra                                                                               |
| Fonts ornamentals de la plaça Catalunya | | Disseny: Fernando Espiau Seoane 1959 | aigua | Pl. Catalunya 41° 23′ 15″ N, 2° 10′ 11″ E / 41.38754°N,2.16986°E                                                                            | 08019/2821-1   | Fonts ornamentals de la plaça Catalunya · Vegeu més fotos d'aquesta obra · Carregueu una nova foto d'aquesta obra                                                                |
| Font ornamental del passeig de Gràcia | | Idea: Josep Soteras Mauri 1952 | aigua | Pg. de Gràcia amb Gran Via de les Corts Catalanes 41° 23′ 22″ N, 2° 10′ 06″ E / 41.38945°N,2.16832°E                                        | 08019/2822-1   | Font ornamental del passeig de Gràcia · Vegeu més fotos d'aquesta obra · Carregueu una nova foto d'aquesta obra                                                                  |
| Font rèplica del model Wallace | | Diseño: Taller de Salvi S.A. 1999 | ferro colat pintat | Gran Via de les Corts Catalanes amb Marina 41° 23′ 56″ N, 2° 10′ 53″ E / 41.39876°N,2.18125°E                                               | 08019/2823-1   | Font rèplica del model Wallace · Vegeu més fotos d'aquesta obra · Carregueu una nova foto d'aquesta obra                                                                         |
| Font rèplica del model Wallace, Homenatge a Marcel·lí Champagnat                                                                                          | | Diseño: Taller de Salvi S.A. c. 1999 | ferro colat pintat | C. València, 372 amb Roger de Flor, 175 41° 23′ 58″ N, 2° 10′ 20″ E / 41.39946°N,2.17229°E                                                  | 08019/2823-2   | Font rèplica del model Wallace · Vegeu més fotos d'aquesta obra · Carregueu una nova foto d'aquesta obra                                                                         |
| Font de Jesús (desapareguda) | Jacint Verdaguer li va dedicar la poesia La Font de Jesús                                                                                     | c 1810, desapareguda c 1864 | | Pg. de Gràcia cantonada amb c. Aragó | 08019/2824-1   | Carregueu una nova foto d'aquesta obra |
| Fanals del passeig de Gràcia | | Arquitecte: Pere Falqués Forja: Manuel Ballarín, Alfons Juyol 1906 | ferro forjat i trencadís de pedra calcària | Pg. de Gràcia 41° 23′ 23″ N, 2° 10′ 04″ E / 41.38974°N,2.16779°E                                                                            | 08019/2901-0   | Fanals del passeig de Gràcia · Vegeu més fotos d'aquesta obra · Carregueu una nova foto d'aquesta obra                                                                           |
| Fanals de l'avinguda Gaudí | | Arquitecte: Pere Falqués Forja: Manuel Ballarín 1906, 1909 | ferro forjat i pedra calcària | Av. Gaudí 41° 24′ 17″ N, 2° 10′ 28″ E / 41.4047°N,2.17445°E                                                                                 | 08019/2902-0   | Fanals de l'avinguda Gaudí · Vegeu més fotos d'aquesta obra · Carregueu una nova foto d'aquesta obra                                                                             |
| Full blau | | Escultora: Àngels Freixanet 2005 | ferro | Jardins del Palau Robert -accés per c. Còrsega, 310- 41° 23′ 46″ N, 2° 09′ 32″ E / 41.39605°N,2.15897°E                                     | 08019/2903-1   | Full blau (Àngels Freixanet) · Vegeu més fotos d'aquesta obra · Carregueu una nova foto d'aquesta obra                                                                           |
| Llanterna | | Disseny: Pablo Palazuelo Arquitecte: Rafael Moneo 1999 | pintura sobre vidre | Auditori de Barcelona 41° 23′ 56″ N, 2° 11′ 06″ E / 41.39894°N,2.185°E                                                                      | 08019/2910-1   | Llanterna (Pablo Palazuelo) · Vegeu més fotos d'aquesta obra · Carregueu una nova foto d'aquesta obra                                                                            |
| A Pierre de Coubertin | | Escultor: Wilhelm Guttwillinger Dedicat a Pierre de Coubertin 1992 | ferro forjat | C. Buenos Aires, 56-58 (Pati del Museu de l'Esport) 41° 23′ 35″ N, 2° 08′ 54″ E / 41.39311°N,2.14826°E                                      | 08019/2911-1   | A Pierre de Coubertin (Wilhelm Guttwillinger) · Vegeu més fotos d'aquesta obra · Carregueu una nova foto d'aquesta obra                                                          |
| Porta del Jardí de la Torre de les Aigües | | Escultor: Robert Llimós 1987 | ferro forjat | Jardí de la Torre de les Aigües (accés per Roger de Llúria, 58) 41° 23′ 35″ N, 2° 10′ 09″ E / 41.3931°N,2.16916°E                           | 08019/2912-1   | Porta del Jardí de la Torre de les Aigües (Robert Llimós) · Vegeu més fotos d'aquesta obra · Carregueu una nova foto d'aquesta obra                                              |
| Escolars | | Disseny: Màrius Quintana, Beth Galí, Antoni Solanas, Andreu Arriola 1990 | acer pintat negre | Parc de Joan Miró, Biblioteca Joan Miró 41° 22′ 43″ N, 2° 08′ 57″ E / 41.37873°N,2.14922°E                                                  | 08019/2913-1   | Escolars · Vegeu més fotos d'aquesta obra · Carregueu una nova foto d'aquesta obra                                                                                               |
| El Ninot | | Escultor: Walter Cots 1981, còpia d'un original anterior | còpia actual en bronze | C. Mallorca, façana Mercat del Ninot 41° 23′ 16″ N, 2° 09′ 16″ E / 41.38788°N,2.15444°E                                                     | 08019/2914-1   | El Ninot (Walter Cots) · Modifica el valor a Wikidata · Carregueu una nova foto d'aquesta obra                                                                                   |
| Núvol i cadira | | Escultor: Antoni Tàpies Arquitectes: Lluís Domènech i Girbau, Roser Amadó 1990 | acer inoxidable, malla metàl·lica, alumini | C. Aragó, 255, Fundació Antoni Tàpies 41° 23′ 30″ N, 2° 09′ 49″ E / 41.39158°N,2.16375°E                                                    | 08019/2915-1   | Núvol i cadira (Antoni Tàpies) · Vegeu més fotos d'aquesta obra · Carregueu una nova foto d'aquesta obra                                                                         |
| Sant Jordi | | Escultor: Joan Rebull, signada obra de 1977, col·locada en aquest emplaçament 1987 | bronze | Rambla Catalunya amb av. Diagonal 41° 23′ 45″ N, 2° 09′ 27″ E / 41.39578°N,2.15747°E                                                        | 08019/2916-1   | Sant Jordi (Joan Rebull) · Vegeu més fotos d'aquesta obra · Carregueu una nova foto d'aquesta obra                                                                               |
| Alambic Damm | | Autor desconegut en aquest emplaçament des de 1997 | coure | Jardins de Montserrat Roig 41° 24′ 31″ N, 2° 10′ 43″ E / 41.40868°N,2.17869°E                                                               | 08019/2917-1   | Alambic Damm · Vegeu més fotos d'aquesta obra · Carregueu una nova foto d'aquesta obra                                                                                           |
| Llàgrimes negres | | Escultor: Àngel Camino 1999 | basalt | Jardins de la Universitat de Barcelona 41° 23′ 13″ N, 2° 09′ 47″ E / 41.3870597°N,2.1630299°E                                               | 08019/2918-1   | Llàgrimes negres (Àngel Camino) · Vegeu més fotos d'aquesta obra · Carregueu una nova foto d'aquesta obra                                                                        |
| A Gotthold E. Lessing | | Autor desconegut obra de data desconeguda, col·locada en aquest emplaçament 1986 | bronze sobre base de formigó | Jardins de la Universitat de Barcelona 41° 23′ 13″ N, 2° 09′ 46″ E / 41.386947°N,2.1628099°E                                                | 08019/2919-1   | A Gotthold E. Lessing (anònim) · Vegeu més fotos d'aquesta obra · Carregueu una nova foto d'aquesta obra                                                                         |
| Sant Isidor, San Isidoro | | Escultor: Venanci Vallmitjana i Barbany, signada Arquitecte: Elías Rogent obra de 1865, instal·lada 1876 | pedra calcària | Gran Via de les Corts Catalanes, 585 (Vestíbul de la Universitat) 41° 23′ 12″ N, 2° 09′ 50″ E / 41.38673404°N,2.16397404°E                  | 08019/2922-1   | Sant Isidor (Venanci Vallmitjana) · Vegeu més fotos d'aquesta obra · Carregueu una nova foto d'aquesta obra                                                                      |
| Ramon Llull | | Escultor: Venanci Vallmitjana i Barbany, signada Arquitecte: Elías Rogent obra de 1865, instal·lada 1876 | pedra calcària | Gran Via de les Corts Catalanes, 585 (Vestíbul de la Universitat) 41° 23′ 12″ N, 2° 09′ 49″ E / 41.3867763°N,2.1637219190°E                 | 08019/2922-2   | Ramon Llull (Venanci Vallmitjana) · Vegeu més fotos d'aquesta obra · Carregueu una nova foto d'aquesta obra                                                                      |
| Lluís Vives, Luis Vives | | Escultor: Agapit Vallmitjana i Barbany, signada Arquitecte: Elías Rogent obra de 1865, instal·lada 1876 | pedra calcària | Gran Via de les Corts Catalanes, 585 (Vestíbul de la Universitat) 41° 23′ 12″ N, 2° 09′ 50″ E / 41.3866636°N,2.1638855°E                    | 08019/2922-3   | Lluís Vives (Agapit Vallmitjana) · Vegeu més fotos d'aquesta obra · Carregueu una nova foto d'aquesta obra                                                                       |
| Alfons X, Alfonso X | | Escultor: Agapit Vallmitjana i Barbany, signada Arquitecte: Elies Rogent obra de 1865, instal·lada 1876 | pedra calcària | Gran Via de les Corts Catalanes, 585 (Vestíbul de la Universitat) 41° 23′ 12″ N, 2° 09′ 50″ E / 41.386711°N,2.16379433°E                    | 08019/2922-4   | Alfons X (Agapit Vallmitjana) · Vegeu més fotos d'aquesta obra · Carregueu una nova foto d'aquesta obra                                                                          |
| Averrois, Averroes | | Escultor: Venanci Vallmitjana i Barbany, signada Arquitecte: Elies Rogent obra de 1865, instal·lada 1876 | pedra calcària | Gran Via de les Corts Catalanes, 585 (Vestíbul de la Universitat) 41° 23′ 13″ N, 2° 09′ 50″ E / 41.3868588°N,2.163823843°E                  | 08019/2922-5   | Averrois (Venanci Vallmitjana) · Vegeu més fotos d'aquesta obra · Carregueu una nova foto d'aquesta obra                                                                         |
| Alfons V d'Aragó i Isabel II | | Escultor: Agapit Vallmitjana i Barbany, Venanci Vallmitjana i Barbany 1876 | pedra | Gran via de les Corts Catalanes, 585 -façana principal Universitat de Barcelona- 41° 23′ 12″ N, 2° 09′ 51″ E / 41.386585125°N,2.164073288°E | 08019/2922-6   | Alfons V d'Aragó i Isabel II (Agapit Vallmitjana) · Vegeu més fotos d'aquesta obra · Carregueu una nova foto d'aquesta obra                                                      |
| Indústria 123, Astes d'Endesa | | Escultor: Josep Maria Subirachs, signada 1965, monument danyat i parcialment reconstruït 2008 | formigó encofrat, bronze i acer inoxidable | C. Indústria, 123 41° 24′ 29″ N, 2° 10′ 20″ E / 41.40812°N,2.17217°E                                                                        | 08019/2927-1   | Indústria 123 (Josep Maria Subirachs) · Modifica el valor a Wikidata · Vegeu més fotos d'aquesta obra · Carregueu una nova foto d'aquesta obra                                   |
| A l'Escola del Treball | | Associació de Mestres Industrials 1964 | pedra artificial | C. Comte d'Urgell, Escola Industrial 41° 23′ 22″ N, 2° 08′ 53″ E / 41.3894°N,2.14817°E                                                      | 08019/2928-1   | A l'Escola del Treball · Vegeu més fotos d'aquesta obra · Carregueu una nova foto d'aquesta obra                                                                                 |
| La lluna | | Escultor: Kiku Mistu 2003 | ferro pintat i polit | Jardins Palau Robert, accés per pg. de Gràcia, 107 41° 23′ 45″ N, 2° 09′ 33″ E / 41.3957930°N,2.1591916°E                                   | 08019/2929-1   | La lluna (Kiku Mistu) · Vegeu més fotos d'aquesta obra · Carregueu una nova foto d'aquesta obra                                                                                  |
| Faune | | Escultor: Lluís Maria Riera sobre una idea de Joan Brossa 2004, sobre una idea anterior | ferro pintat | C. Rosselló, 191, jardí interior 41° 23′ 32″ N, 2° 09′ 19″ E / 41.39221°N,2.1552°E                                                          | 08019/2930-1   | Faune (Lluís Maria Riera) · Vegeu més fotos d'aquesta obra · Carregueu una nova foto d'aquesta obra                                                                              |
| Món | | Escultor: Antoni Llena 2004 | pedra i mirall | C. Villarroel cantonada c. Buenos Aires 41° 23′ 33″ N, 2° 08′ 49″ E / 41.3925°N,2.14688°E                                                   | 08019/2931-1   | Món (Antoni Llena) · Vegeu més fotos d'aquesta obra · Carregueu una nova foto d'aquesta obra                                                                                     |
| A les víctimes del terrorisme | | Escultor: Professors de l'Escola d'Arts i Oficis 2009 | bronze i vidre laminat | C. del Comte d'Urgell, 187 -recinte de l'Escola Industrial, davant Edifici del Rellotge- 41° 23′ 18″ N, 2° 08′ 59″ E / 41.38838°N,2.14977°E | 08019/2932-1   | A les víctimes del terrorisme · Vegeu més fotos d'aquesta obra · Carregueu una nova foto d'aquesta obra                                                                          |
| Monument a José Antonio Primo de Rivera (desaparegut) | | Arquitecte: Jordi Estrany Escultor: Jordi Puiggalí Dedicat a José Antonio Primo de Rivera 1964, sense dedicació des del 1981, enderrocat 2009 | marbre i aigua | Av. Josep Tarradellas amb av. de Sarrià 41° 23′ 27″ N, 2° 08′ 37″ E / 41.39075°N,2.14371°E                                                  | 08019/4044-1   | Carregueu una nova foto d'aquesta obra |
| A Josep Tarradellas, Ja sóc aquí | | Escultor: Xavier Corberó Arquitecte: Ignasi de Lecea Estructura: Agustí Obiol 1998 | marbre blanc i basalt, formigó amb lletres d'acer inoxidable | Av. Josep Tarradellas amb c. París 41° 23′ 10″ N, 2° 08′ 34″ E / 41.38603°N,2.14269°E                                                       | 08019/4054-1   | A Josep Tarradellas (Xavier Corberó) · Vegeu més fotos d'aquesta obra · Carregueu una nova foto d'aquesta obra                                                                   |
| Font d'Hèrcules | | Escultor: Salvador Gurri (projecte), Josep Moret (execució) 1802, en l'actual emplaçament des de 1928 | pedra calcària amb medallons de marbre | Pg. de Sant Joan amb Còrsega 41° 24′ 07″ N, 2° 09′ 59″ E / 41.40185°N,2.16639°E                                                             | 08019/6804-1   | Font d'Hèrcules · Vegeu més fotos d'aquesta obra · Carregueu una nova foto d'aquesta obra                                                                                        |
| Cervantes, Dant i Milton | | Escultor: Rossend Nobas Arquitecte: Lluís Domènech i Montaner c 1882 | pedra | Aragó, 255 -façana Fundació Tàpies- 41° 23′ 30″ N, 2° 09′ 50″ E / 41.39157°N,2.16381°E                                                      | 08019/222001-1 | Cervantes, Dant i Milton (Rossend Nobas) · Vegeu més fotos d'aquesta obra · Carregueu una nova foto d'aquesta obra                                                               |
| El Treball | | Escultor: Frederic Marès 1950 | granit | Pg. de Gràcia, 38-40 41° 23′ 28″ N, 2° 10′ 00″ E / 41.39122°N,2.16666°E                                                                     | 08019/222002-1 | El Treball (Frederic Marès) · Vegeu més fotos d'aquesta obra · Carregueu una nova foto d'aquesta obra                                                                            |
| Muses al Coliseum | | Escultor: desconegut Arquitecte: Francesc de P. Nebot 1923 | pedra | Gran Via de les Corts Catalanes, 595 -Cinema i Teatre Coliseum- 41° 23′ 18″ N, 2° 09′ 58″ E / 41.388203°N,2.16622173°E                      | 08019/222003-1 | Muses al Coliseum (anònim) · Vegeu més fotos d'aquesta obra · Carregueu una nova foto d'aquesta obra                                                                             |
| Elcano | | Escultor: Francesc Font Mestre d'obres: Tiberi Sabater 1884 | pedra | Pg. de Gràcia, 60 41° 23′ 34″ N, 2° 09′ 53″ E / 41.39281°N,2.16461°E                                                                        | 08019/222005-1 | Elcano (Francesc Font) · Vegeu més fotos d'aquesta obra · Carregueu una nova foto d'aquesta obra                                                                                 |
| Sant Jordi, Mercuri i Ceres | | Escultor: Joan Rebull Arquitecte: Francesc Folguera 1932 | | Casp, 26 cantonada amb Pau Claris, 81 -Casal de Sant Jordi- 41° 23′ 23″ N, 2° 10′ 16″ E / 41.38959°N,2.1712°E                               | 08019/222006-1 | Sant Jordi, Mercuri i Ceres (Joan Rebull) · Vegeu més fotos d'aquesta obra · Carregueu una nova foto d'aquesta obra                                                              |
| Els periòdics de Jaume Castell | | Escultor: Josep Maria Subirachs 1964, 1966, 1967 | formigó | Aragó, 390 cantonada Roger de Flor 41° 23′ 54″ N, 2° 10′ 25″ E / 41.39845°N,2.17349°E                                                       | 08019/222007-1 | Els periòdics de Jaume Castell (Josep Maria Subirachs) · Vegeu més fotos d'aquesta obra · Carregueu una nova foto d'aquesta obra                                                 |
| La lactància benèfica | | Escultor: Eusebi Arnau Mosaïc: Lluís Bru Arquitecte: Antoni de Falguera Sivilla del projecte, Pere Falqués de la direcció d'obres 1909-1912 | marbre, mosaic | Gran Via de les Corts Catalanes, 475-477 41° 22′ 48″ N, 2° 09′ 20″ E / 41.38009°N,2.15547°E                                                 | 08019/222009-1 | La lactància benèfica (Eusebi Arnau) · Vegeu més fotos d'aquesta obra · Carregueu una nova foto d'aquesta obra                                                                   |
| Alfons X el Savi, Ramon Berenguer IV, Sant Ramon de Penyafort, Sant Oleguer                                                                               | Dedicades a Alfons X el Savi, Ramon Berenguer IV, sant Ramon de Penyafort, sant Oleguer                                                       | Escultor: Jaume Duran Arquitecte:Antoni Serra Pujals de l'edifici original, Agustí Borrell Sensat de la reforma i ampliació 1953 | | C. Mallorca, 283 - c. Roger de Llúria, 113, Palau Casades 41° 23′ 45″ N, 2° 09′ 54″ E / 41.39589°N,2.16493°E                                | 08019/222010-1 | Alfons X el Savi, Ramon Berenguer IV, Sant Ramon de Penyafort, Sant Oleguer (Jaume Duran) · Vegeu més fotos d'aquesta obra · Carregueu una nova foto d'aquesta obra              |
| Wagner, Capdevila, Fortuny, Verdaguer, Viladomat, Pitarra, Castelar, Cervantes i Velázquez. Can Serra                                                     | Dedicat a Wagner, Capdevila, Fortuny, Verdaguer, Viladomat, Pitarra, Castelar, Cervantes i Velázquez                                          | Eusebi Arnau i Alfons Juyol 1907 | pedra | Rambla de Catalunya, 126 41° 23′ 45″ N, 2° 09′ 28″ E / 41.3957°N,2.15764°E                                                                  | 08019/222012-1 | Medallons de Can Serra · Vegeu més fotos d'aquesta obra · Carregueu una nova foto d'aquesta obra                                                                                 |
| Collita, Venus i La caça | | Escultor: Esteve Monegal Plafons: Restituto Martín Gamo Arquitecte: Antoni Puig Gairalt 1948 | bronze | C. de Mallorca, 351 -antiga Fàbrica Myrurgia- 41° 24′ 04″ N, 2° 10′ 20″ E / 41.40118°N,2.1721°E                                             | 08019/222013-1 | Collita, Venus i La caça (Esteve Monegal) · Vegeu més fotos d'aquesta obra · Carregueu una nova foto d'aquesta obra                                                              |
| Devocions i llegendes | | Escultor: Eusebi Arnau Arquitecte: Enric Sagnier i Villavecchia 1901 | | Diputació, 248-250 -Casa Garriga Nogués, seu de la Fundació Gòdia- 41° 23′ 20″ N, 2° 09′ 55″ E / 41.388963°N,2.1652051°E                    | 08019/222014-1 | Devocions i llegendes (Eusebi Arnau) · Vegeu més fotos d'aquesta obra · Carregueu una nova foto d'aquesta obra                                                                   |
| Sant Jordi | | Arquitecte: Josep Puig i Cadafalch 1905 | ceràmica vidriada | Av. Diagonal 416 (Casa de les Punxes, façana c. Rosselló) 41° 23′ 53″ N, 2° 09′ 50″ E / 41.39814°N,2.16389°E                                | 08019/222026-1 | Sant Jordi (anònim) · Vegeu més fotos d'aquesta obra · Carregueu una nova foto d'aquesta obra                                                                                    |
| Les edats de la vida | | Escultor: Eusebi Arnau Arquitecte: Enric Sagnier i Villavecchia 1901 | pedra | Diputació, 250 -Casa Garriga Nogués- 41° 23′ 20″ N, 2° 09′ 55″ E / 41.38894°N,2.1651756°E                                                   | 08019/222027-1 | Les edats de la vida (Eusebi Arnau) · Vegeu més fotos d'aquesta obra · Carregueu una nova foto d'aquesta obra                                                                    |